# 토머스 리고티
토머스 리고티 (Thomas Ligotti, 1953년 7월 9일 - )는 공포소설 작가이다.
컬트적 인물이라 할 수 있는 리고티에 관해 알려져 있는 건 거의 없지만, 그는 근래 등장한 가장 강렬하고 독특한 공포소설 작가로 높은 평가를 받았다. 워싱턴 포스트는 그를 일컬어 "현대 공포소설이 간직한 가장 심오한 비밀"이라고 했고, 모 평론가는 "너무 충격적인 나머지 알아차리지 못하는 게 다행스럽기까지한 공포를 다루는 숙련된 작가"라고 극찬했다.

## 개관
리고티는 1971년부터 1973년까지 메이컴 카운티 지역사회 대학에서 수학했고 1977년에 웨인 주립대학을 졸업했다.
그는 소규모 출판사에서 나오는 여러 잡지에 실렸던 단편들을 모아 1980년대 초반부터 책을 내기 시작했다.
독특하고 인상적인 그의 작품들은 작은 반향을 불러일으켰다. 상대적으로 무명인데다, 대중들 앞에 모습을 드러내려 하지 않는 태도 때문에, 그의 정체에 대해 많은 의문이 제기되었다. 리고티는 어느 저명한 작가가 사용하는 필명이 아닐까? 그의 단편들은 사실 여러 작가들이 공저한 게 아닐까? 그의 단편집 《악몽을 만드는 공장》(The Nightmare Factory)의 서문에서, 파피 Z. 브라이트는 조금 과장된 말투로 이렇게 물었다. "토머스 리고티, 당신이라는 사람, 정말로 있기는 한 건가요?"
최근 리고티는 인터뷰를 하면서 자신의 배경에 관한 자세한 내용을 몇 가지 밝혔다. 지난 23년 동안 리고티는 문학 및 기타 분야의 선집을 편집하는 출판사인 게일 리서치(지금은 게일 그룹으로 개명)에서 부편집자로 일했다고 한다. 2001년 여름, 리고티는 게일 그룹에서 퇴사하고 남부 플로리다로 이주했다. 그가 가장 좋아하는 음악은 록 연주곡이라고 한다. 그러나 아직도 리고티의 실재를 의심하는 사람들이 있으며 - 리고티와 그의 작품세계에 어울리는 생각이지만 - 그들은 이런 개인적인 정보들마저도 문학적인 음모의 일부분이라고 주장한다.
리고티의 세계관은 근본적으로 허무주의적이라고 할 수 있으며(하지만 그는 그런 딱지를 붙이는 것을 경계했으며, "'허무주의자'는 다른 사람들이 나를 보는 관점에 불과하다. 생각이 좀 있는 사람이라면 누구도 스스로를 허무주의자라고 하지는 않는다."라고 했다), 그는 자신의 삶 속에서 느끼는 많은 불안으로 힘겨워했다고 한다. 이것이 그가 다루는 주된 주제가 되어 지금까지의 작품 속에서 두드러지게 나타났다.
리고티는 최근의 공포소설들이 남발하는 노골적인 폭력을 삼가는 대신, 섬세한 표현을 반복해서 비관적 분위기를 조성하여 독자를 동요하게 만드는 쪽을 훨씬 좋아한다. 그는 좋아하는 작가로 블라디미르 나보코프, 토마스 베른하르트, 에드거 앨런 포, 브루노 슐츠, E. M. 시오랑, 그리고 윌리엄 S. 버로즈를 꼽는다. 그리고 리고티의 작품과, 미묘하게 불안한 느낌을 주는 로버트 에이크먼의 작품들 사이에서도 많은 공통점을 찾을 수 있다. H. P. 러브크래프트 역시 리고티에게는 아주 중요한 문학적 시금석이다. 몇몇 단편, 특히 〈바보들의 종단〉(The Sect of the Idiot)은 노골적으로 러브크래프트의 크툴후 신화를 인용하고 있으며, 〈할리퀸의 마지막 축제〉(The Last Feast of the Harlequin)는 러브크래프트에게 헌정된 작품이다.
리고티는 몇몇 단편에서 메타픽션적인 방법론을 실험하기도 했다. 〈공포소설을 쓴다는 것에 관한 단상〉(Notes on the Writing of Horror)과 〈별 볼일 없는 먹물의 초자연적 공포소설에 관한 짧은 강의〉(Professor Nobody's Little Lectures on Supernatural Horror) 두 작품은 공포소설을 쓰는 전도유망한 작가에 대한 조언으로 시작하지만, 서서히 독자를 은근히 불안하게 만드는 리고티 특유의 이야기로 넘어가게 된다.
리고티는 독자의 입장과 작가의 입장 둘 다 장편보다는 단편을 선호한다고 밝혔지만, 얼마 전에는 중편 〈아직 업무가 끝나지 않았는데〉(My Work Is Not Yet Done)을 썼다.
리고티는 그룹 Current 93와 공동작업으로 몇 장의 앨범을 내기도 했다. "In A Foreign Town, In A Foreign Land", "This Degenerate Little Town", "I Have A Special Plan For This World"가 그 앨범이다.
리고티의 작품에 대한 비평은 S. T. 조시의 평론서 《현대의 공포소설》(The Modern Weird Tale)(2001)에 실려 있다.

## 평가
리고티의 작품에 대한 평론가들의 견해는 대체로 호의적이다. 뉴욕 타임즈 북 리뷰는 "'철학적인 공포소설'이라는 문학 장르가 있다면, 토머스 리고티의 《그림스크라이브》(Grimscribe)가 거기 딱 들어맞을 것이다"라고 하면서 그의 "상상력을 자극하는 이미지와 스타일 둘 다 흥미진진하면서도 풍부한 감성을 갖추고 있다"고 극찬했다.
가끔씩 그는 에드거 앨런 포, 호르헤 루이스 보르헤스, 프란츠 카프카와 H. P. 러브크래프트에 비교되기도 한다.

## 작품 목록
- Songs of a Dead Dreamer (1986, 1989)
- Grimscribe: His Lives and Works (1991)
- Noctuary (1994)
- The Agonizing Resurrection of Victor Frankenstein and Other Gothic Tales (1994)
- The Nightmare Factory (1996)
- In a Foreign Town, in a Foreign Land (1996, with Current 93)
- I Have a Special Plan for This World (1997, with Current 93)
- This Degenerate Little Town (2001, with Current 93)
- My Work Is Not Yet Done: Three Tales of Corporate Horror (2002)
- Crampton: A Screenplay (2003, with Brandon Trenz)
- Sideshow, and Other Stories (2003)
- Death Poems (2004)
- The Shadow at the Bottom of the World (2005)
- Teatro Grottesco (2006)

- The Thomas Ligotti Reader: Essays and Explorations (2003), edited by Darrell Schweitzer. A collection of essays about Ligotti's work, which includes one by Ligotti on the horror genre, a Ligotti interview, and a bibliography of his published works.
- Studies in Modern Horror, issue #2 (2004), edited by NGChristakos. This issue of the scholarly journal concerning contemporary weird tales includes Nick Curtis' essay "Notes on Time Displacement and Memory Loss in Crampton" and the first published version of The Unholy City poem cycle by Ligotti.
- Studies in Modern Horror, issue #4 (2006), edited by NGChristakos. This issue of the scholarly journal concerning contemporary weird tales includes Stephen Tompkins' essay "The Nemesis of Mimesis: Thomas Ligotti, Worlds Elsewhere, and the Darkness Ten Times Black."